# Lampre-Fondital/2006
Deze pagina geeft een overzicht van de wielerploeg Lampre-Fondital in 2006.
| Naam                                  | Geboortedatum | Nationaliteit | Ploeg 2005             |
| ------------------------------------- | ------------- | ------------- | ---------------------- |
| Alessandro Ballan                     | 06-11-1979    | Italië        |                        |
| Daniele Bennati                       | 24-09-1980    | Italië        |                        |
| Matteo Bono                           | 11-11-1983    | Italië        | espoirs                |
| Marzio Bruseghin                      | 15-06-1974    | Italië        | Fassa Bortolo          |
| Matteo Carrara                        | 25-03-1979    | Italië        |                        |
| Jaime Alberto Castañeda (vanaf 01-07) | 29-10-1986    | Colombia      | espoirs                |
| Salvatore Commesso                    | 28-03-1975    | Italië        |                        |
| Claudio Corioni                       | 26-12-1982    | Italië        | Fassa Bortolo          |
| Damiano Cunego                        | 19-09-1981    | Italië        |                        |
| Giuliano Figueras                     | 24-01-1976    | Italië        |                        |
| Paolo Fornaciari                      | 02-02-1971    | Italië        |                        |
| Enrico Franzoi                        | 08-08-1982    | Italië        |                        |
| David Loosli                          | 08-05-1980    | Zwitserland   |                        |
| Marco Marzano                         | 10-06-1980    | Italië        |                        |
| Ruggero Marzoli                       | 02-04-1976    | Italië        | Acqua & Sapone         |
| Danilo Napolitano                     | 31-01-1981    | Italië        | Team LPR               |
| Evgeni Petrov                         | 25-05-1978    | Rusland       |                        |
| Morris Possoni                        | 01-07-1984    | Italië        | espoirs                |
| Daniele Righi                         | 28-03-1976    | Italië        |                        |
| Marius Sabaliauskas                   | 15-11-1978    | Litouwen      |                        |
| Mauro Santambrogio                    | 07-09-1984    | Italië        | Team LPR               |
| Gorazd Štangelj                       | 27-01-1973    | Slovenië      |                        |
| Sylwester Szmyd                       | 02-03-1978    | Polen         |                        |
| Paolo Tiralongo                       | 05-07-1977    | Italië        | Ceramiche Panaria      |
| Tadej Valjavec                        | 14-03-1977    | Slovenië      | Phonak Hearing Systems |
| Francisco Vila                        | 11-10-1975    | Spanje        |                        |

## Teams

### Ronde van het Baskenland
3 april–8 april
- 141.  Jevgeni Petrov
- 142.  Francisco Vila
- 143.  Salvatore Commesso
- 144.  Giuliano Figueras
- 145.  Marius Sabaliauskas
- 146.  Marco Marzano
- 147.  Ruggero Marzoli
- 148.  Gorazd Stangelj

### Ronde van Romandië
25 april–30 april
- 71.  Marius Sabaliauskas
- 72.  David Loosli
- 73.  Daniele Bennati
- 74.  Claudio Corioni
- 75.  Matteo Carrara
- 76.  Mauro Santambrogio
- 77.  Sylwester Szmyd
- 78.  Tadej Valjavec

### Critérium du Dauphiné Libéré
4 juni–11 juni
- 161.  Matteo Bono
- 162.  Matteo Carrara
- 163.  Claudio Corioni
- 164.  Marco Marzano
- 165.  Danilo Napolitano
- 166.  Morris Possoni
- 167.  Sylwester Szmyd
- 168. —

### Ronde van Oostenrijk
3 juli–9 juli
- 31.  Claudio Corioni
- 32.  David Loosli
- 33.  Giuliano Figueras
- 34.  Danilo Napolitano
- 35.  Marco Marzano
- 36.  Ruggero Marzoli
- 37.  Morris Possoni
- 38.  Jaime Castañeda

Mannen:1991 · 1992 · 1993 · 1994 · 1995 · 1996 · 1997-1998 · 1999 · 2000 · 2001 · 2002 · 2003 · 2004 · 2005 · 2006 · 2007 · 2008 · 2009 · 2010 · 2011 · 2012 · 2013 · 2014 · 2015 · 2016 · 2017 · 2018 · 2019 · 2020 · 2021 · 2022 · 2023 · 2024 · 2025
Vrouwen:2022 · 2023 · 2024 · 2025
Ag2r Prévoyance · Bouygues Télécom · Cofidis, Le Crédit par Téléphone · Crédit Agricole · Team CSC · Davitamon-Lotto · Discovery Channel Pro Cycling Team · Euskaltel-Euskadi · La Française des Jeux · Team Gerolsteiner · Illes Balears-Caisse D'Espargne · Lampre-Fondital · Astana · Liquigas - Bianchi · Phonak Hearing Systems · Quick Step-Innergetic · Rabobank · Saunier Duval-Prodir · Team Milram · T-Mobile Team